# 乔氏墓群
乔氏墓群，位于中国河北省邢台市乔家庄村，为邢台市临城县的一个省级文物保护单位，类型为古墓葬，公布时间为2001年2月7日。
乔氏墓群的历史年代为明代。